# Vlambloem
Vlambloem of flox (Phlox) is een plantengeslacht van circa zeventig soorten, dat behoort tot de vlambloemfamilie (Polemoniaceae). Het Oudgriekse woord phlox betekent vlam. Waarschijnlijk vanwege de vlammend rode kleur van de wilde soorten.
Vlambloemen worden veel als vaste plant in de siertuin aangeplant. Er zijn echter ook soorten die eenjarig zijn. In Noord-Amerika komen 27 soorten voor, waarvan er verscheidene in de 18e eeuw naar Europa zijn gebracht. Uit deze soorten zijn meer dan duizend rassen ontwikkeld met overwegend rode bloemen, maar ook roze, witte, oranje, violette en blauwe komen voor. De bloemen zitten in een scherm aan de bloemstengel.
Phlox drummondii is een eenjarige plant die van midden maart tot mei bloeit. De vaste plant Phlox divaricata bloeit als eerste in april. Phlox subulata is een lage, groenblijvende soort, die bloeit van april tot midden mei. Phlox paniculata bloeit tot in de herfst.

## Soorten
Tot Phlox behoren circa 70 soorten, waaronder:
- Phlox adsurgens
- Phlox alyssifolia
- Phlox andicola
- Phlox austromontana
- Phlox bifida
- Phlox borealis
- Phlox bryoides
- Phlox buckleyi
- Phlox caespitosa
- Phlox carolina
- Phlox cuspidata
- Phlox diffusa
- Phlox divaricata
- Phlox douglasii
- Phlox drummondii, eenjarig
- Phlox floridana
- Phlox glaberrima
- Phlox idahonis
- Phlox kelseyi
- Phlox maculata
- Phlox missoulensis
- Phlox multiflora
- Phlox nana
- Phlox nivalis
- Phlox ovata
- Phlox paniculata
- Phlox pilosa
- Phlox pulchra
- Phlox sibirica
- Phlox speciosa
- Phlox stolonifera met wortelstokken
- Phlox subulata